# Акобо (аеропорт)
Аеропо́рт «Ако́бо» — аеропорт у місті Акобо, Південний Судан.

## Розташування
Аеропорт розташований у однойменному центрі округу Акобо, штат Джонглей, Південний Судан. Поряд знаходиться державний кордон з Ефіопією. Аеропорт знаходиться приблизно за 4 км на північ від центру міста Акобо. До центрального аеропорту країни Джуба 362 км.

## Опис
Аеропорт знаходиться на висоті 500 метрів (1 600 футів) над рівнем моря, і має одну ґрунтову злітно-посадочну смугу, довжина якої невідома.